# گریت کورتوخ

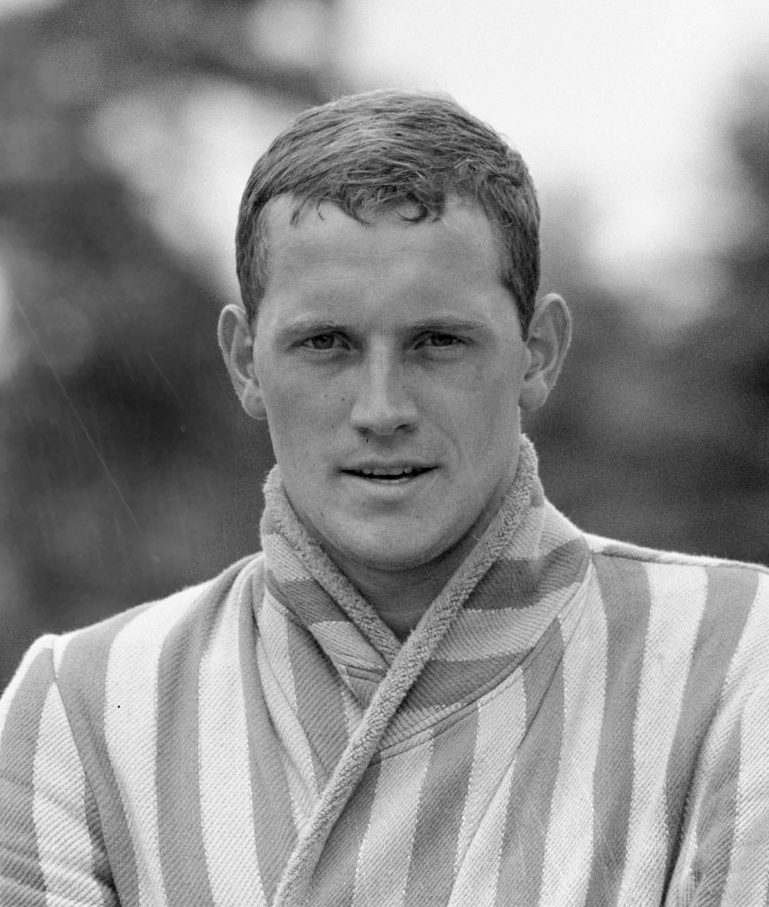
گریت کورتوخ در سال ۱۹۶۰

گریت کورتوخ (به انگلیسی: Gerrit Korteweg) (زادهٔ ۱۷ اوت ۱۹۳۷) شناگر اهل اندونزی است.